# Cyklopentadien
Cyklopentadien (cyklopenta-1,3-dien) – organiczny związek chemiczny, cykliczny węglowodór nienasycony zawierający w cząsteczce dwa wiązania podwójne (cyklodien).
W temperaturze pokojowej jest cieczą o charakterystycznym zapachu, nie rozpuszcza się w wodzie, ale jest rozpuszczalny w etanolu i eterze dietylowym. Jest otrzymywany ze smoły pogazowej. Stosuje się go jako monomer przy produkcji poliolefin metodą polimeryzacji z otwarciem pierścienia.
W reakcji z metalami tworzy łatwo trwałe kompleksy metaloorganiczne, z których najbardziej znany jest ferrocen. Jako ligand nazywany jest cyklopentadienylem. Cyklopentadien łatwo ulega dimeryzacji w reakcji Dielsa-Aldera już w temperaturze pokojowej, szybciej natomiast po ogrzaniu.

Schemat dimeryzacji cyklopentadienu. Pokazano jedynie formę endo produktu.